# Escorts Group
Die Escorts Group ist ein indisches Unternehmen. Escorts stellt Schlepper, Baumaschinen und Teile für den PKW- und Waggonbau her. Das Unternehmen wurde 1949 von der Nanda-Familie gegründet. Nachdem 1996 die Ford/New Holland-Lizenz für Indien verloren gegangen war, begann Escorts Agri Machinery selbst mit der Schlepperproduktion. Die Schlepper werden unter den Marken Farmtrac, Powertrac und Escort verkauft. Neben dem Hauptwerk befinden sich Standorte in Rudrapur (Uttar Pradesh) sowie in Mrągowo, Polen (vormals Pol-Mot).